# Boris Stenin
Boris Andrianovič Stenin (in russo Борис Андрианович Стенин?; Arti, 17 gennaio 1935 – Mosca, 18 gennaio 2001) è stato un pattinatore di velocità su ghiaccio sovietico.

## Palmarès

### Olimpiadi invernali
- Bronzo a Squaw Valley 1960 nei 1500 metri.

### Mondiali
- Oro a Davos 1960 nel programma completo.

### Europei
- Argento a Oslo 1960 nel programma completo.
- Bronzo a Oslo 1962 nel programma completo.